# جولة الدوحة للتنمية

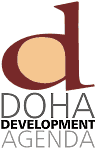

جولة الدوحة للتنمية هي جولة لمفاوضات تجارية لمنظمة التجارة العالمية، انعقدت في العاصمة القطرية الدوحة في نوفمبر 2001 ضمن الاجتماع الوزراي الرابع لمنظمة التجارة العالمية. والهدف منها هو تحقيق مبدأ التجارة الحرة بين بلدان العالم. وقد أخفقت تلك الجولة بعد الاختلاف على بعض النقاط، مثل الزراعة، التعريفة الصناعية، الحواجز غير الجمركية، الخدمات، والمعالجات التجارية. وكانت أكبر أوجه الخلاف بين الدول المتقدمة مثل دول الاتحاد الأوروبي، الولايات المتحدة الأمريكية واليابان وبين الدول النامية مثل الهند، البرازيل، الصين، وجنوب أفريقيا.
بدأت جولة الدوحة في مدينة الدوحة، قطر عام 2001 على المستوى الوزاري، ثم توالت باجتماعات وزارية لاحقة في كل من:
- كانكون، المكسيك في 2003.
- هونغ كونغ في 2005.
- باريس، فرنسا في 2005.
- بوتسدام، ألمانيا 2007.
- جنيف، سويسرا في 2004، 2006، 2008.

وقد أعلن عن فشل جولة الدوحة في يوليو من عام 2008 وذلك بعد اجتماعها الأخير في مقر منظمة التجارة العالمية بجنيف، ولم يتم التوصل فيه لتسوية الخلاف بين الغرب والدول النامية حول المساعدات والدعم الذي يجب تقديمه للمزارعين في تلك الدول قبل افتتاح أسواقها على العالم.

## وصلات خارجية
- الموقع الرسمي لمنظمة التجارة العالمية بشأن جولة الدوحة
- تجارة حرة، وعمالة حرة، ونمو حر by كيم أندرسون and بيورن لومبورج